# Ascoltatori tedeschi!
Ascoltatori tedeschi! (Deutsche Hörer!) è il titolo delle raccolte dei testi dei radiomessaggi che lo scrittore tedesco antinazista Thomas Mann, esule negli Stati Uniti d'America, rivolse ai tedeschi della Germania nazista con periodicità approssimativamente mensile, dall'ottobre 1940 al novembre 1945, attraverso l'emittente radiofonica britannica BBC.
Nei messaggi, Thomas Mann trattava della situazione politica, dell'andamento della guerra e ammoniva i suoi compatrioti sulle conseguenze dell'acquiescenza al regime nazista. I testi furono stampati dapprima nel 1942 in un volume contenente i primi venticinque radiomessaggi; un'edizione ampliata, comprendente cinquantacinque radiomessaggi, fu pubblicata nel 1945; infine gli ultimi tre radiomessaggi, trasmessi dopo la capitolazione della Germania nazista nel 1945, furono pubblicati nel 1974.

## Storia editoriale

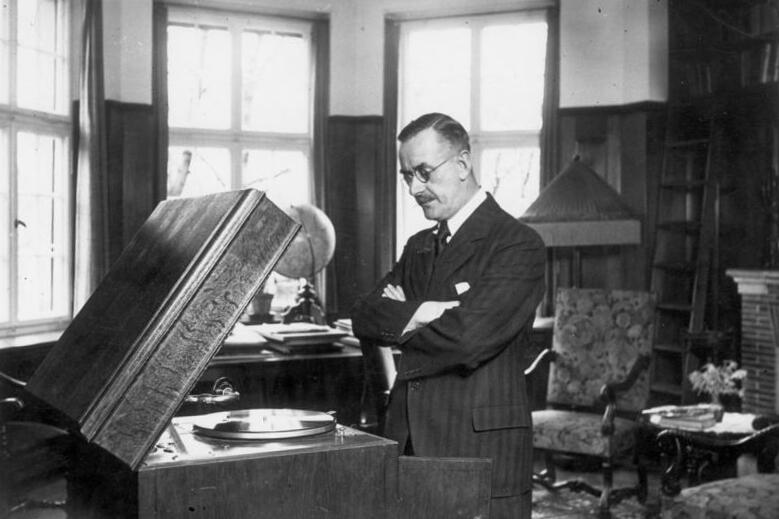
Thomas Mann (1932)

Thomas Mann scrisse 58 radiomessaggi in lingua tedesca, la maggior parte dei quali furono trasmessi con cadenza approssimativamente mensile, su invito della BBC. I testi dei primi quattro messaggi furono trasmessi per cablogramma dagli USA a Londra, dove erano letti da un funzionario della BBC. Dal marzo 1941 i testi furono letti dallo stesso Thomas Mann la cui voce poteva essere ascoltata in Germania attraverso i comuni apparecchi radio. I messaggi, letti da Thomas Mann, venivano registrati su disco dalla NBC di Los Angeles, città nella quale Mann risiedeva; il disco veniva spedito in aereo a New York; la registrazione era quindi trasmessa da New York a Londra su onde corte, e infine diffusa dalla BBC nel continente europeo su onde lunghe. I singoli discorsi venivano anche stampati su quotidiani o riviste. La durata iniziale dei radiomessaggi era di 5 minuti, portati a 8 minuti su richiesta dell'autore.
Nel 1942 apparve una raccolta dei primi 25 messaggi (ottobre 1940-agosto 1942), con una "Prefazione" dell'autore, ad opera della Bermann Fischer Verlag di Stoccolma. Dopo una traduzione in lingua inglese nel 1943, nel 1945 fu stampata, sempre a Stoccolma, un'edizione ampliata con 55 discorsi diffusi nel corso della seconda guerra mondiale (ottobre 1940-10 maggio 1945). questa edizione fu tradotta in italiano da Cristina Baseggio e inserita nella silloge Moniti all'Europa pubblicata nel 1947 dalla Mondadori a cura di Lavinia Mazzucchetti. La stampa completa di tutti i 58 radiomessaggi fu effettuata nel 1974, nei volumi XI-XIII delle Gesammelte Werke. Undici registrazioni originali dei radiomessaggi con la voce di Thomas Mann sono disponibili su Compact disc.

## Contenuto
I radiomessaggi, essendo destinati all'ascolto via radio e avendo essenzialmente una funzione di propaganda politica e strumento di guerra psicologica, seguivano delle linee guida elaborate dalla BBC: di breve durata (5-8 minuti), registro linguistico medio, struttura sintattica semplice, ricorso al discorso diretto, contenuto apodittico, privo di dubbi. Nei radiomessaggi, ad esempio, Thomas Mann non mostra mai dubbi sulla sconfitta tedesca, mentre nei suoi diari non sono rare le considerazioni pessimistiche. Mann inizia ciascun messaggio con la locuzione «Deutsche Hörer!» («Ascoltatori tedeschi!»), si rivolge ai radioascoltatori con la locuzione «liebe Freunde» («cari amici») e col pronome personale «Ihr» («voi»), termina con un invito alla ribellione («Handelt!») contro le autorità naziste. Tesi di fondo di Thomas Mann era la profonda differenza esistente tra la cultura tedesca e il nazionalsocialismo. Thomas Mann sceglieva quasi sempre personalmente il contenuto della trasmissione. Di solito si commentavano gli eventi politici e militari con continue correzioni della propaganda nazionalsocialista. Mann si rivolgeva a Hitler con un tono polemico, criticato talora dalla BBC come "troppo offensivo".
Thomas Mann segnala l'esistenza dei Lager e lo sterminio programmato degli ebrei («La notizia sembra incredibile, ma la mia fonte è buona. In numerose famiglie ebree olandesi, così mi fu riferito, ad Amsterdam e in altre città, regna profondo lutto per la scomparsa di figli, che sono morti di una morte atroce. Quattrocento giovani Ebrei olandesi sono stati portati in Germania per servire da oggetto d’esperimento per i gas velenosi»). Qualche mese dopo, riferendo notizie di fonte olandese a proposito di Mauthausen, scrive «La inumanità nazista ha sempre superato tutto quello che le si rimprovera e attribuisce; non si corre mai il rischio di esagerare; nel riferire il peggio si rimane ancora della metà al di sotto del vero». Più avanti Mann riferisce dati dei morti ad Auschwitz e Birkenau, apprese da fonti svizzere, prima che le armate sovietiche giungessero ai lager nazisti: «Videro [gli svizzeri] quello che nessun uomo sensibile è disposto a credere, se non l'ha visto coi propri occhi: le ossa umane, i recipienti di calce, i tubi di gas per il cloro e gli impianti per la cremazione, inoltre i mucchi di vestiti e scarpe tolti alle vittime, molte piccole scarpe di bambini, se tu, compatriota tedesco, se tu, donna tedesca, lo vuoi sentire. Dal 15 aprile 1942 al 15 aprile 1944 solo in queste due installazioni tedesche sono stati uccisi 1.715.000 Ebrei. Da dove il numero? Ma è la vostra gente che ha tenuto il registro, con tedesco senso dell'ordine!». Commenta Carlo Ossola: «Sono discorsi radiofonici: l'Europa sapeva...».

## Edizioni
- (DE) Deutsche Hörer! 25 Radiosendungen nach Deutschland, Stockholm, Bermann-Fischer, 1942.
- (EN) Listen, Germany! Twenty-five radio messages to the German people over BBC [Deutsche Hörer! 25 Radiosendungen nach Deutschland], New York, A. Knopf, 1943.
- (DE) Deutsche Hörer! 55 Radiosendungen nach Deutschland, Stockholm, Bermann-Fischer, 1945.
- (DE) Deutsche Hörer! Radiosendungen nach Deutschland aus den Jahren 1940-1945, in Gesammelte Werke in 13 Bänden, 11: Reden und Aufsätze, 3, Frankfurt am Main, S. Fischer, 1974,  pp. 930-1050, ISBN 3-10-048177-1. - Anche singolarmente, Deutsche Hörer! Radiosendungen nach Deutschland aus den Jahren 1940–1945, S. Fischer, Frankfurt a. M., 2013.
- (IT) Lavinia Mazzucchetti (a cura di), Ascoltatori tedeschi!, in Moniti all'Europa, traduzione di Cristina Baseggio, Milano, Mondadori, 1947.
- (DE) Deutsche Hörer! CD: BBC-Reden 1941-1945. O-Ton, Der Hörverlag DHV, 2004, ISBN 3899403983.
- Ascoltatori tedeschi!, in Moniti all'Europa, collana Coll. Bibliothek, 3, traduzione di Cristina Baseggio, Postfazione e note al testo a cura di Jutta Linder, Bologna, Il capitello del sole, 2006, ISBN 88-86763-53-0.
- Lavinia Mazzucchetti (a cura di), Ascoltatori tedeschi!, in Moniti all'Europa, traduzione di Cristina Baseggio, Introduzione di Giorgio Napolitano, Milano, Mondadori, 2017, ISBN 978-88-04-68173-1.